# Sven Davidson

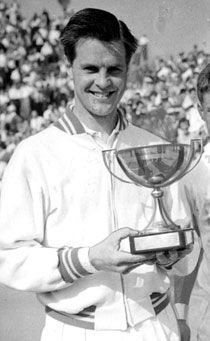
Davidson nach seinem Triumph 1957 bei den Französischen Meisterschaften

Sven Viktor Davidson (* 13. Juli 1928 in Borås, Schweden; † 28. Mai 2008 in Arcadia, Kalifornien) war ein schwedischer Tennisspieler.
Davidson gehörte in den 1950er Jahren zu den besten Amateur-Tennisspielern der Welt, er wurde 1957 als Nummer 3 der Weltrangliste geführt. Insgesamt gewann er von 1949 bis 1960 21 Einzeltitel. Für Schweden bestritt er 86 Daviscupspiele, von denen er  62 für sich entscheiden konnte.
Seinen Karrierehöhepunkt erreichte er 1957, als er bei den Französischen Meisterschaften in Paris das Herreneinzel gewann. Er besiegte im Endspiel den US-Amerikaner Herbert Flam. Im selben Jahr gewann er am Hamburger Rotherbaum die Internationalen Deutschen Tennismeisterschaften. 1958 gewann er zusammen mit Ulf Schmidt die Doppelkonkurrenz in Wimbledon.
Nach seiner Karriere arbeitete Sven Davidson unter anderem als TV-Kommentator.
2007 wurde er in die International Tennis Hall of Fame aufgenommen.